# Pasadena Park
Pasadena Park – wieś w Stanach Zjednoczonych, w stanie Missouri, w hrabstwie St. Louis.